# 培材大学校
培材大学校（ペジェだいがっこう、英称: Pai Chai University）は、大田広域市西区に本部を置く大韓民国の私立大学である。1981年に設置された。

## 概要

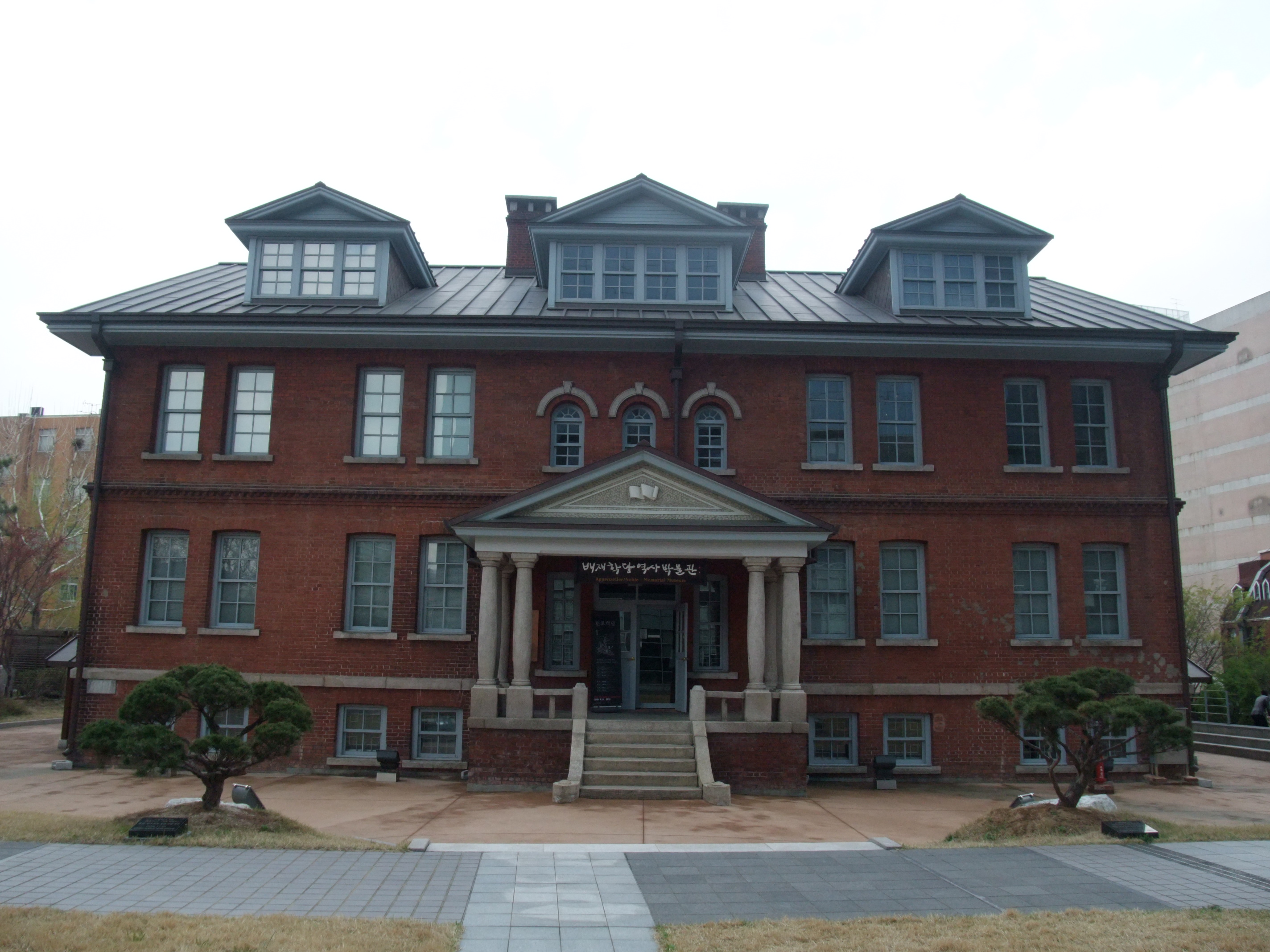
1919年に建設された培才学堂東館。現在は培才学堂歴史博物館(배재학당역사박물관)となっている。

前身は朝鮮で最初の近代教育機関である培材学堂。1885年8月5日、アメリカ系メソジストの宣教師、H.G. アペンゼラーによって建てられた。教室はW.B. スクレントン医師の家を借り、生徒2名を教えたのが始まりである。1886年6月8日、高宗が教室を「培材学堂」と名づけ、看板を作った。その年10月には生徒数は20名になり、ここに朝鮮の近代教育が始まった。1937年、培材中学校（5年制）に改称し、1951年には培材中学校を3年制に学制を変更し、培材高等学校（3年制）を併設した。
一方、1955年4月、新たに大田保育学院が設立され、1956年5月大田保育初級大学として認可を受ける。同年、大学が設置した培材幼稚園も開園する。1972年、大田保育初級大学は大田女子初級大学に改称。1977年10月、大田保育学院と培材学堂が合併、12月に培材大田初級大学に改称される。1979年、培材実業専門大学に改称、1980年12月、4年制大学として認可を受け、1981年に培材大学として開校する。1992年には総合大学になり、培材大学校と改称され、現在に至る。

## 組織

### 学部
- 人文大学
  - 国語国文学科　心裡哲学科　福祉神学科　幼児教育科　家政教育科　外国語としての韓国語学科
- 外国学大学
  - 英語英文学科　TESOL英語科　ドイツ語文化学科　フランス語文化学科　スペイン語・中南米学科　中国学部　日本学科　ロシア学科
- 経営大学
  - 経営学科　貿易学科　電子商取引学科
- 社会大学
  - 政治外交学科　メディア情報・社会学科　行政学科　公共行政学科
- 法科大学
  - 法学科
- 観光文化大学
  - 観光・イベント経営学科　ホテル・コンベンション経営学科　外食経営学科　衣類・ファッション学科
- 科学技術バイオ大学
  - 分子科学学部　電算数学コンテンツ学科　科学技術学部　生物医薬学科　生命遺伝工学科　生命工学科　生命環境デザイン学部
- 工科大学
  - コンピュータ工学科　情報通信工学科　電子工学科　ゲーム工学科　情報電子素材工学科　ナノ高分子材料工学科　建設環境・鉄道工学科　建築学部
- 芸術大学
  - 音楽学部　美術学部　漆芸科　公演映像学部　レジャースポーツ学科
- アペンゼラー国際学部
  - アペンゼラー国際学部

### 大学院
- 一般大学院
  - 修士課程
    - 国語国文学科　外国語としての韓国語教育学科　英語英文学科　日本学科　東アジア学科　経営学科　国際通商学科　電子上取引学科　観光経営学科　法学科　行政学科　数学科　物理学科　化学科　生化学科　生物学科　生命遺伝工学科　衣類学科　園芸造景学科　材料工学科　コンピュータ工学科　情報通信工学科　電子工学科　ゲームマルチメディア工学科　土木環境工学科　建築学科　音楽学科　美術学科　レジャースポーツ学科

  - 博士課程
  - 国語国文学科　外国語としての韓国語教育学科　英語英文学科　東アジア学科　経営学科　国際通商学科　電子上取引学科　観光経営学科　法学科　行政学科　物理学科　化学科　生物学科　衣類学科　園芸造形学科　材料工学科　コンピュータ工学科　情報通信工学科　電子工学科　土木環境工学科
- 国際通商大学院
  - 国際経営学科　グローバル投資金融学科　漆芸学科
- 法務・行政大学院
  - 知識財産権学科　法務行政学科　行政学科
- 観光祝祭ホテル大学院
  - 観光・サービス経営コンサルティング学科　ホテル・コンベンション経営学科　イベント祝祭経営学科
- 技術コンサルティング大学院
  - コンサルティング学科
- 教育大学院
  - TESOL専攻　相談心理教育専攻　栄養教育専攻　外国語としての韓国語教育専攻　教育行政・経営専攻　専門相談教師専攻　TESOL資格証課程

## 培材大学校出身の著名人

### 培材学堂時代（解放前）
- 李承晩（政治家）1897
- 呂運亨（政治家）1900
- 羅稲香（小説家）1917 - 1919
- 金素月（詩人）　1922 - 1923

### 培材大学校時代
- 尹誠悦 - サッカー選手
- Boichi - 漫画家